# Церква святого Димитрія (Вільшанка)
Церква святого Димитрія у Вільшанці — парафія і храм греко-католицької громади Озернянського деканату Тернопільсько-Зборівської архієпархії Української греко-католицької церкви в селі Вільшанка Тернопільського району Тернопільської области.

## Історія церкви
Парафія заснована в 1992 році, а храм збудували за два роки.
Іконостас виготовили майстри з Тернополя, а львівські художники під керівництвом Богдана Баліцького розписали храм на пожертви парафіян. До цього часу в селі не було власної церкви.
У 1998 році храм освятив єпископ Михаїл Колтун.
При парафії діють: братство Матері Божої Неустанної Помочі та Вівтарна дружина.

## Парохи
- о. Василь Лущ (з 1993).